# Société de la sclérose en plaques de Grande-Bretagne
La Société de la sclérose en plaques de Grande-Bretagne et d'Irlande du Nord (Société de la sclérose en plaques) est un organisme de bienfaisance ayant le statut de société de bienfaisance. La Société de la SEP finance des recherches et du soutien pour les personnes atteintes de la sclérose en plaques. La société est actuellement (2012) impliquée dans la Neurological Alliance et d'autres organisations caritatives dans la campagne contre les changements du système de bien-être au Royaume-Uni. 

## Histoire
La Société de la SEP a été fondée en 1953 par Richard Cave, dont l'épouse, Mary, avait la SEP.

## Activités
La Société de la SEP est l'organisme de bienfaisance le plus important au Royaume-Uni pour les personnes atteintes de sclérose en plaques (SEP). C'est une organisation d'adhésion, avec environ 32 000 membres (2017), composée de personnes vivant avec la SEP.
La Société dispose d'un réseau avec plusieurs sections (environ 270) et de 5 500 bénévoles qui aident à sensibiliser la Société et à recueillir des fonds, tant à l'échelle locale que nationale.
Les activités de la Société de la sclérose en plaques de Grande-Bretagne et d'Irlande du Nord comprennent:
- Financer la recherche sur la guérison, la cause et la qualité de vie, incluant l'expérimentation animale; depuis 1956 environ 136 millions de livres sterling de l'argent d'aujourd'hui dans la recherche.
- Fournir des subventions (aide financière) aux particuliers.
- Éduquer et former sur la SEP les personnes directement touchées et les professionnels de la santé.
- Produire des publications sur MS: Publications downloads.
- Exécution d'un service spécialisé de téléphonie gratuite MS Helpline (0808 800 8000).
- Fournir des groupes de soutien locaux à travers un réseau de succursales et de régions.
- Organiser des événements tels que MS Life, Multiple Challenge et Living with MS, conçus pour être des événements éducatifs et sociaux.

La Société de la SEP reçoit la plupart de ses revenus de dons personnels. Il recueille également de l'argent grâce à des événements commandités.
L'organisme de bienfaisance a un comité de stratégie de recherche présidé par Brian Meaden. La Société reconnaît la nécessité d'effectuer des examens systématiques de la recherche pré-clinique existante ainsi que de la recherche clinique à propos desquelles l'organisme de bienfaisance SABRE Research UK (en) sensibilise les gens.
En 2010, le président de la Société de la SEP, Tony Kennan, a reçu l'OBE aux Honneurs du Nouvel An 2011 (en).